# John Gould
Pour les articles homonymes, voir Gould.
John Gould, né le 14 septembre 1804 à Lyme Regis dans le Dorset et mort à Bedford Square (Londres) le 3 février 1881, est un ornithologue et naturaliste britannique.

## Biographie
Son père, jardinier, occupe un poste près de Guildford dans le Surrey avant d'obtenir, en 1818, une place dans les jardins royaux de Windsor. Le jeune Gould reçoit une première formation de jardinier et devient un expert dans l'art de la taxidermie. En 1824, il ouvre un commerce de taxidermisation à Londres ; ses compétences lui permettent d'obtenir un poste important au muséum de la Zoological Society of London en 1827.
Il épouse Elizabeth Coxen en janvier 1829.

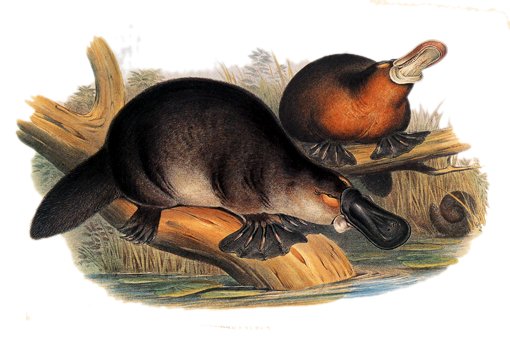
Ornithorynques.

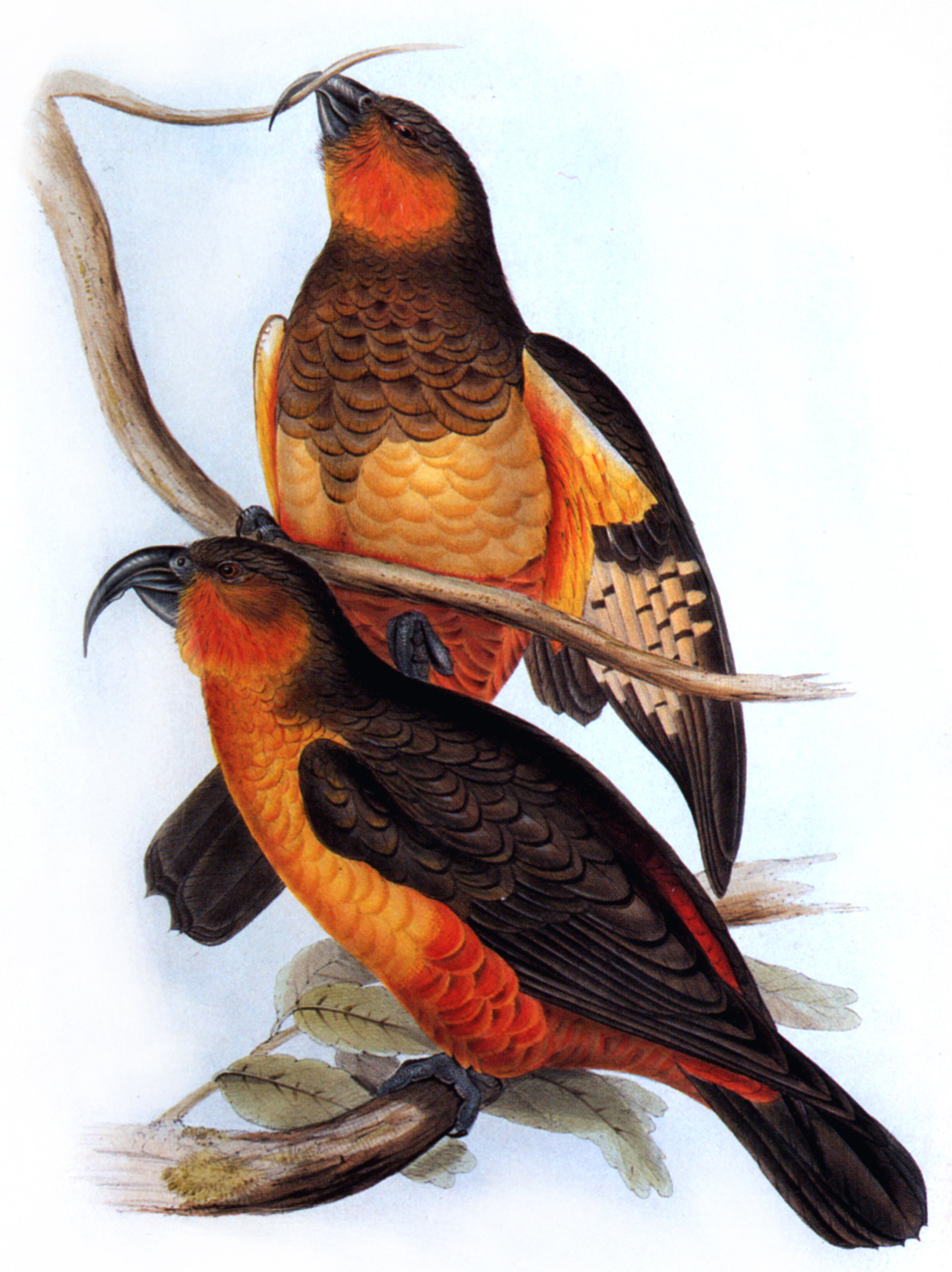
Nestors de Norfolk, une espèce disparue.

Cette fonction à la ZSL permet à Gould d'entrer en contact avec les plus importants naturalistes du pays, mais aussi de découvrir le premier les collections d'oiseaux envoyés à la Société. En 1830, un lot d'oiseaux arrive de l'Himalaya, la plupart nouveaux pour la science. Gould décrit ses oiseaux dans A Century of Birds from the Himalayas (1830-1832). Le texte est de Nicholas Aylward Vigors (1785-1840) et les illustrations sont lithographiées par la femme de Gould, Elizabeth. Ce premier travail sera suivi par quatre autres durant sept ans ; le texte est écrit par Gould lui-même, édité par son assistant Edwin Prince. Certaines illustrations sont fournies par Edward Lear.
En 1838, les Gould voyagent jusqu'en Australie pour y étudier les oiseaux et réaliser le premier travail scientifique à leur sujet. Le collecteur, John Gilbert, les accompagne. Ils arrivent en Tasmanie en septembre, faisant la connaissance du gouverneur Sir John Franklin et de sa femme. Gould et Gilbert capturent des oiseaux sur l'île. En février 1839, Gould part à Sydney, laissant sa femme, enceinte, avec les Franklin. Il rend visite à son beau-frère installé à Yarrundi, consacrant son temps à la recherche des jardiniers, des passereaux de la famille des Ptilonorhynchidae dans la chaîne de montagnes, le Liverpool Range. En avril, il retourne en Tasmanie pour assister à la naissance de son fils. En mai, il va à Adélaïde pour rencontrer Charles Sturt, qui prépare une expédition pour remonter le fleuve Murray. Gould prospecte dans les monts Lofty et Murray Scrubs, retournant à Hobart en juillet. Il voyage ensuite avec sa femme à Yarrundi, puis retourne au Royaume-Uni en mai 1840.
John Gould publie le compte-rendu de ses observations dans The Birds of Australia en sept volumes (1840-1848), dans lequel il présente 600 oiseaux dont 328 nouveaux pour la science. Il publie aussi A Monograph of the Macropodidae, or Family of Kangaroos (1841-1842) et les Mammals of Australia (1849-1861).
Après la mort de sa femme en 1841, les livres de Gould sont illustrés par d'autres artistes, dont Henry Constantine Richter, Joseph Wolf et Joseph Smit.
Pendant toute sa vie, John Gould s'intéresse spécialement aux oiseaux-mouches. Il assemble une collection de 320 espèces, qui sont présentées au public à la grande exposition de 1851 puis au Crystal Palace reconstruit à Sydenham. Malgré cette passion, Gould n'avait encore jamais vu un seul oiseau-mouche vivant. En mai 1857, il voyage aux États-Unis avec son second fils, Charles. Il arrive à New York trop tard, pour la saison, pour voir des oiseaux-mouches dans la ville, mais le 21 mai, dans le jardin Bartram de Philadelphie, il voit enfin un colibri à gorge rubis (Archilochus colubris). Il se rend ensuite à Washington où il en découvre plusieurs dans le jardin du Capitole. Gould tente d'en rapporter des exemplaires vivants au Royaume-Uni, mais les conditions du voyage ne lui permettent que de les maintenir en vie au maximum deux mois. Gould publie sa Monograph of Trochilidae en 1861.
John Gould, contrairement à son contemporain Charles Darwin, tend souvent à minimiser la violence dans le règne animal et l'écarte des illustrations de ses ouvrages. Ainsi, dans The Birds of Great Britain, conformément à l'opinion dominante de son temps, il écrit que les parents d'un nid colonisé par un coucou provoquent involontairement la mort de leurs propres enfants en nourrissant le jeune coucou de préférence à ces derniers, forme égarée mais authentique de l'amour parental. C'est une image de la dessinatrice animalière Jemima Blackburn qui lui fait comprendre que c'est le jeune coucou lui-même qui tue les autres petits en les éjectant du nid.

## Espèces remarquables décrites
Les espèces décrites par John Gould sont très nombreuses, aussi la liste suivante ne présente que celles les plus connues :
- Diamant à queue rousse - Bathilda ruficauda (Gould, 1837), aujourd'hui Neochmia ruficauda
- Diamant modeste - Aidemosyne modesta (Gould, 1837), aujourd'hui Neochmia modesta
- Diamant à bavette - Poephila cincta (Gould, 1837)
- Diamant à longue queue - Poephila acuticauda (Gould, 1840)
- Diamant de Gould - Chloebia gouldiae (Gould, 1844), aujourd'hui Erythrura gouldiae
- Eurylaime de Gould - Serilophus lunatus (Gould, 1834)
- Méliphage à gorge blanche
- Méliphage à gorge rousse
- Myzomèle ombré (1843)
- Oie de la toundra - Anser serrirostris(Gould, 1852)

## Espèces dédiées
Plusieurs espèces sont dédiées à John Gould :
- Nicholas Aylward Vigors (1785-1840) en 1831 lui dédie le Souimanga de Gould — Aethopyga gouldiae.
- René Primevère Lesson (1794-1849) en 1832 lui dédie la Coquette de Gould — Lophornis gouldii .
- Johann Natterer (1787-1843) en 1837 lui dédie le Toucanet de Gould — Selenidera gouldii.
- Philip Lutley Sclater (1829-1913) en 1857 lui dédie l'Organiste olive — Euphonia gouldi.